# Anna Sanchis
 Anna Sanchis Chafer (* 18. Oktober 1987 in Xàtiva) ist eine ehemalige spanische Radrennfahrerin.

## Sportliche Laufbahn
Anna Sanchist, Tochter des ehemaligen Radprofis José Salvador Sanchis, begann im Alter von fünf Jahren mit dem Radsport und bestritt Rennen in allen Altersklassen. 2005 wurde sie spanische Junioren-Meisterin im Einzelzeitfahren und Vize-Meisterin im Straßenrennen. 2008 startete sie bei den Olympischen Spielen in Peking im Straßenrennen und belegte Platz 19. 2011 wurde sie spanische Vize-Meister im Zeitfahren der Frauen. 2012 wurde sie zweifache spanische Meisterin in Zeitfahren und Straßenrennen, und 2013 errang sie den Titel der Straßenmeisterin ein zweites Mal. 2015 wurde sie erneut spanische Doppelmeisterin auf der Straße.
Ende der Saison 2017 beendete Anna Sanchis ihre Radsportlaufbahn, nachdem sie Mutter geworden war.

## Privates
Neben ihrer Radsportkarriere studierte Anna Sanchis Medizin an der Universität Valencia. Sie ist liiert mit dem spanischen Radprofi Jesús Hernández (Stand 2017). In ihrer Freizeit spielt sie Violoncello.

## Erfolge
2005
- Spanische Junioren-Meisterin – Einzelzeitfahren

2012
- Spanische Meisterin – Straßenrennen, Einzelzeitfahren

2013
- Spanische Meisterin – Einzelzeitfahren

2015
- Spanische Meisterin – Straßenrennen, Einzelzeitfahren

2016
- Spanische Meisterin – Einzelzeitfahren